# Isabel Derungs
Isabel Derungs (* 17. Juli 1987 in Suraua) ist eine Schweizer Snowboarderin. Sie startet in den Freestyledisziplinen.

## Werdegang
Derungs nimmt seit 2010 an Wettbewerben der Ticket to Ride World Snowboard Tour teil. Dabei holte sie in der Saison 2010/11 im Slopestyle beim The Ladies first Challenge in Saas-Fee und bei der Engadinsnow in St. Moritz ihre ersten Siege. Es folgte ein dritter Platz beim Nescafé Champs in Leysin. Im März 2011 belegte sie beim Catfight in Levi auf der Halfpipe, im Slopestyle und beim Railjam den zweiten Platz. Zu Beginn der folgenden Saison erreichte sie beim Billabong Slope-Style im Wanaka den zweiten Platz. Bei den Snowboard-Weltmeisterschaften 2012 in Oslo kam sie auf den 18. Platz im Slopestyle. Bei den Burton European Open 2012 in Laax belegte sie den dritten Platz im Slopestyle. Anfang März 2012 siegte sie im Slopestyle beim Nescafé Champs in Leysin. Die Saison beendete sie auf dem fünften Platz in der World Snowboard Tourgesamtwertung. Ihr erstes FIS-Weltcuprennen fuhr sie im Januar 2013 in Copper Mountain, welches sie auf dem dritten Platz im Slopestyle beendete. Bei den Snowboard-Weltmeisterschaften 2013 in Stoneham errang sie den siebten Platz im Slopestyle. In der Saison 2013/14 siegte sie beim O’Neill Pleasure Jam in Schladming und bei den Burton European Open in Laax. Im Dezember 2013 kam sie beim U.S. Snowboarding Grand Prix und FIS-Weltcuprennen in Copper Mountain auf den zweiten Platz im Slopestyle.
Bei ihrer ersten Olympiateilnahme 2014 in Sotchi belegte Derungs den achten Platz im Slopestyle. Den dritten Platz erreichte sie im Slopestyle bei den Burton US Open 2014 in Vail. Die Saison beendete sie auf dem dritten Platz in der Tour-Slopestylewertung. Bei den Snowboard-Weltmeisterschaften 2016 in Yabuli errang sie den 16. Platz im Slopestyle und den achten Platz im Big Air. Im folgenden Jahr belegte sie bei den Snowboard-Weltmeisterschaften in Sierra Nevada den 16. Platz im Big Air und den fünften Rang im Slopestyle. Sie nahm an den Olympischen Winterspielen 2018 in PyeongChang teil und belegte im Slopestyle Finale der Frauen den achtzehnten Rang. In der Saison 2018/19 kam sie Weltcup dreimal unter den ersten Zehn. Dabei holte sie im Slopestyle auf der Seiser Alm ihren ersten Weltcupsieg und zum Saisonende den 15. Platz im Freestyle-Weltcup und den dritten Rang im Slopestyle-Weltcup. Beim Saisonhöhepunkt, den Snowboard-Weltmeisterschaften 2019 in Park City, kam sie auf den 12. Platz im Slopestyle.
Derungs wurde 2012 und 2018 Schweizer Meisterin im Big Air. In den Jahren 2014, 2018 und 2019 gewann sie bei den Schweizer Meisterschaften Gold im Slopestyle.